# 508e régiment de chars de combat
Le 508e RCC est un régiment de chars de combat ayant combattu pendant la Première Guerre mondiale. Le régiment forme au début de la Seconde Guerre mondiale plusieurs bataillons qui combattent séparément pendant la bataille de France.

## Création et différentes dénominations
- 1918 : création du 508e régiment d'artillerie d'assaut (508e RAS).
- 1920 : devient par changement d’appellation le 508e régiment de chars de blindés ((508e RCB)
- 1923 : devient par changement d’appellation le 508e régiment de chars de combat ((508e RCC).
- 1929 : dissolution et reformé à partir du 516e RCC qui change de nom.
- 1939 : dissolution.

## Historique des garnisons, campagnes et batailles

### Première Guerre mondiale

#### 1918
À sa création, le 30 septembre 1918, le 508e RAS comprend trois bataillons de chars légers (BCL), équipés de Renault FT, et constitués chacun de 3 compagnies dénommées AS.
- 22e bataillon
  - AS 364,
  - AS 365,
  - AS 366.
- 23e bataillon
  - AS 367,
  - AS 368,
  - AS 369.
- 24e bataillon
  - AS 370,
  - AS 371,
  - AS 372.

### Entre-deux-guerres
Le régiment est en garnison à Lunéville pendant l'entre-deux-guerres. Une compagnie est envoyée au Maroc en septembre 1925 pendant la guerre du Rif. Elle est équipée de chars Renault FT équipés de chenilles Kégresse mais l'expérience se révèle un échec sur le terrain rocheux du Rif.

### Seconde Guerre mondiale

#### 1939

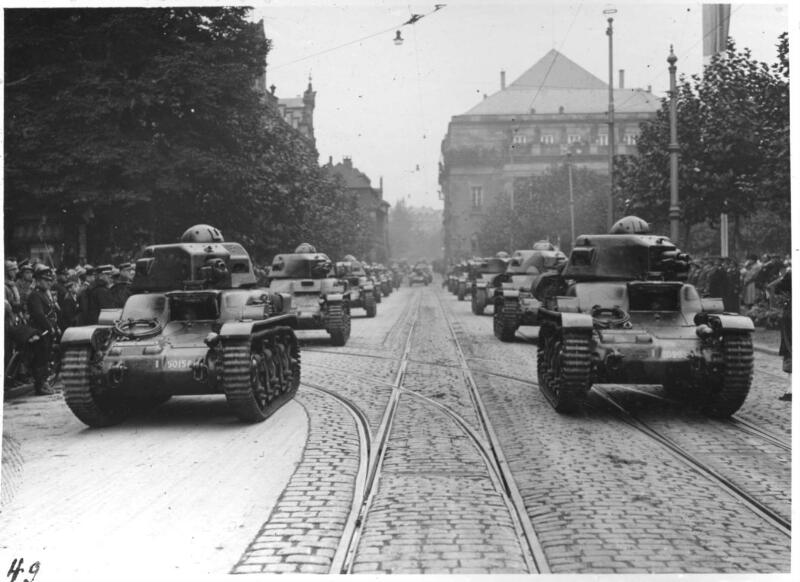
Défilé des Renault R35 du régiment à Strasbourg le 4/10/1938.

En 1939, le régiment est dissout et forme les bataillons suivants :
- 8e bataillon de chars de combat
- 24e bataillon de chars de combat
- une partie du 34e bataillon de chars de combat, formé également avec le 510e RCC

## Traditions

### Étendard

Dessin du revers de l'étendard du.

Il porte, cousues en lettres d'or dans ses plis, les inscriptions suivantes :
- La Malmaison (1917)
- Le Matz 1918
- Montfaucon 1918

### Décorations
En 1939, les 1re, 2e et 3e compagnies (AS 322, 323 et 324) portaient la fourragère de la Croix de Guerre 1914-1918 ornée de 3 palmes.

### Refrain
"En avant 50-8, toujours en avant."

## Personnalités ayant servi au sein du régiment
- Gustave Barlot (1914-1998), résistant, Compagnon de la Libération. Au 508e RCC de 1936 à 1939.

## Sources et bibliographie
- Général Andolenko, Recueil Historique de l'Arme Blindée et de la Cavalerie, Éditions Eurimprim, Paris, 1968.
- JMO du régiment et de ses compagnies lors de la Première Guerre mondiale (rubrique : Artillerie d'assaut, autos-mitrailleuses et autos-canons)
- Historique du 508e régiment d'artillerie d'assaut pendant la guerre 1914-1918, Nancy, Imprimerie Berger-Levrault, 33 p., lire en ligne sur Gallica.